# Erlmühle (Neumark)
Erlmühle ist ein Ortsteil von Neumark im sächsischen Vogtlandkreis.

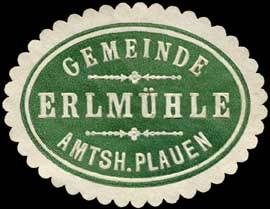
Historische Siegelmarke von Erlmühle in der Amtshauptmannschaft Plauen

## Geographie
Die kleine Siedlung liegt im Osten des Vogtlandes und im äußersten Nordosten des Vogtlandkreises direkt an der Kreisgrenze zum Landkreis Zwickau. Erlmühle liegt zwischen Neumark im Westen, Schönfels und Altrottmannsdorf im Osten sowie Römersgrün im Norden. Die Streusiedlung liegt am Neumarker Bach gelegen um einen kleinen Teich auf rund 329 m.

## Geschichte
Das Rittergut Erlmühle ist spätestens 1696 erstmals erwähnt und bestand als solches bis ins 18. Jahrhundert. 1875 bestand es als Kanzleihlehngut. Erlmühle gehörte zunächst zu Unterneumark und somit seit 1937 zur Gemeinde Neumark. Heute besteht Erlmühle als Streusiedlung aus etwa 10 Häusern. Das Rittergut selbst steht leer und müsste saniert werden.
| Jahr          | 1748      | 1834 | 1871 | 1890 | 1910 |
| ------------- | --------- | ---- | ---- | ---- | ---- |
| Einwohnerzahl | 9 Häusler | 88   | 101  | 88   | 87   |

Erlmühle war in der Einwohnerstatistik der Amtshauptmannschaft Plauen 1910 mit 87 Einwohnern auf Platz 112 von 118. Das Rittergut Erlmühle war mit 10 Einwohnern gesondert aufgeführt.

## Belege
1. ↑  Neumark: Kanzleilehngut Erlmühle. In: Sachsens Schlösser. 12. November 2012, abgerufen am 17. Dezember 2023.
2. ↑  Erlmühle – HOV | ISGV. Abgerufen am 17. Dezember 2023.
3. ↑  Willkommen bei Gemeindeverzeichnis.de. Abgerufen am 17. Dezember 2023.